# 飯塚麻結
飯塚麻結（1996年4月15日—）是日本的女性聲優，埼玉縣出身。JTB娛樂所屬。克拉克紀念國際高等學校畢業。

## 人物
高中1年級時開始聲優活動，2年級便加入JTB娛樂。國中時代曾加入管樂團。
小時候看《網球王子》時意識到聲優的存在、在看了《家庭教師HITMAN REBORN!》後決定以成為聲優為目標。
于2022年1月29日自曝是虚拟YouTuber琴吹梦的“中之人”。

## 演出作品
※粗體字為主要角色。

### 電視動畫
2013年
- AMNESIA（Ikki粉絲2）
- 歌之王子殿下 真愛2000%（女學生）
- 戀曲寫真（女學生）
- 直笛與背包Mi☆（川內、鯉）
- 結界女王 震顫（安娜·巴克、採訪者B、研究員B、潘朵拉B、操作員、CUS·B潘朵拉）

2014年
- 櫻Trick（新村茜）
- 魔法戰爭
- 我們大家的河合莊（千夏的朋友B）
- GLASSLIP（游泳社員D）
- 電器街的漫畫店（馬並、小野見）

2015年
- 大尾小岡（熊）
- Million Doll（理奈[4]）

2016年
- 線上遊戲的老婆不可能是女生？（西村瑞姬、學生們、女子C、女僕B）

2021年
- 剃须。然后捡到女高中生。（周围的人）

2022年
- CUE!（惠庭爱理）

2026年
- 判處勇者刑 懲罰勇者9004隊刑務紀錄（泰奧莉塔[5]）
- 地獄模式 ～喜歡挑戰特殊成就的玩家在廢設定的異世界成為無雙～（克蕾娜[6]）

### 劇場版動畫
2015年
- 幸福光暈～畢業寫真～第1部 芽（前川鈴音[7]）
- 幸福光暈～畢業寫真～第2部 響（前川鈴音）
- 幸福光暈～畢業寫真～第3部 憧（前川鈴音）

2016年
- 幸福光暈～畢業寫真～第4部 朝（前川鈴音）

### 遊戲
- 海賊幻想（姐妹劍賽娜·阿特拉斯。真一文字賽娜·阿特拉斯、海上的路標安麗）
- Heroes Placement（東雲陽子、羽枝久香、坂出美汐）
- UNDER NIGHT IN-BIRTH Exe:Late PS3版（七瀨）
- 競速女孩。（橫濱 千櫻里）
- UNDER NIGHT IN-BIRTH Exe:Late[st]（七瀨[8]）
- UNDER NIGHT IN-BIRTH Exe:Late[cl-r] （七瀨）
- 东京七姐妹（荒木礼奈[9]）
- CUE! ([10]）

### 歌曲
- 千歲Get You!!（片尾曲）
- Million Doll（主題歌「Dreamin’×Dreamin’!!」）

## 外部連結
- 事務所公開簡歷 （页面存档备份，存于）（日語）
- 官方BLOG （页面存档备份，存于）（日語）
- 飯塚麻結的X（前Twitter）（日語）